# Kia Davis
Kia Davis (sinh ngày 23 tháng 5 năm 1976 tại Monrovia) là một người chạy nước rút Liberia Hoa Kỳ. Cô là người giữ kỷ lục quốc gia nhiều lần trong nội dung nước rút và vượt rào, vòng chung kết quốc gia ba lần theo dõi quốc gia Hoa Kỳ cho các chướng ngại vật 60 m, và có quốc tịch kép vừa cả Liberia và Hoa Kỳ để thi đấu quốc tế. Cô cũng đã giành được huy chương bạc, với tư cách là thành viên của đội tuyển Mỹ, trong cuộc thi tiếp sức 4 × 400 m nữ tại Giải vô địch trong nhà thế giới IAAF năm 2006 tại Moscow, Nga.
Davis đại diện cho quốc gia Liberia của cô tại Thế vận hội Mùa hè 2008 ở Bắc Kinh, nơi cô thi đấu ở hai hạng mục nước rút. Đối với sự kiện đầu tiên của cô, 400 mét, Davis đã chạy trong sức nóng thứ năm chống lại sáu vận động viên khác, bao gồm cả vận động viên chạy nước rút người Mỹ Sanya Richards, người cuối cùng đã giành huy chương đồng trong trận chung kết. Cô đã hoàn thành cuộc đua chỉ ở vị trí cuối cùng bằng sáu mươi ba phần trăm giây (0,63) sau Olga Tereshkova của Kazakhstan, với thời gian 53,99 giây. Ba ngày sau, Davis thi đấu cho sự kiện thứ hai của mình, 200 mét, nơi cô đã hoàn thành sức nóng đầu tiên ở vị trí thứ sáu bằng mười lăm phần trăm giây (0,15) trước Kirsten Nieuwendam của Suriname, ngoài thời gian tốt nhất cá nhân là 24,31 giây. Tuy nhiên, Davis đã không thể tiến vào vòng tiếp theo cho tất cả các sự kiện tham gia của cô.
Davis hiện cư trú tại Chester, Pennsylvania và làm trợ lý huấn luyện viên trưởng cho đội theo dõi và thực địa Pittsburgh Panthers, tập trung vào chạy nước rút và vượt rào.